# Горелый Мост (станция)
Горе́лый Мост — узловая техническая железнодорожная станция Октябрьской железной дороги на 774,8 км Мурманской железной дороги. Также от станции отходит связка с линией на Маленгу.

## Общие сведения
Станция расположена в ненаселённой местности на территории Беломорского городского поселения Беломорского района Республики Карелия. К станции примыкают три однопутных перегона: два в чётном направлении: Горелый Мост — Беломорск и Горелый Мост — Выг км (связка с линией Беломорск — Обозерская) и Горелый Мост — Уда в нечётном направлении.

## История
Станция основана во время строительства Мурманской железной дороги 23 сентября 1916 года.

## Пассажирское сообщение
По состоянию на 2019 год по станции отсутствует пригородное движение. пассажирские поезда дальнего следования тарифной стоянки на станции не имеют.